# Vicente March
Vicente March y Marco (Valencia, 27 de diciembre de 1859-Benigànim, 31 de marzo de 1927) fue un pintor español.

## Biografía
Se formó artísticamente en la Escuela de Bellas Artes de San Carlos de esta capital, teniendo como profesores a Gonzalo Salvá y a Francisco Domingo Marqués.
En 1876 opositó a una plaza de pensionado en Roma con el lienzo Desembarco en Valencia de Francisco I tras la derrota de Pavía, quedando en segundo lugar, por lo que, alentado por su profesor Francisco Domingo, en 1887 se traslada a Roma por sus propios medios, teniendo como compañero de viaje a Constantino Gómez.
Una vez en Roma se instala en los talleres del Palazzo Patrizi, situados en el 53-B de la vía Margutta, compartiendo estudio con un numeroso grupo de artistas españoles, casi todos ellos valencianos, entre los que destacan Poveda, Peyró, Puig Roda, Pedro Serrano, Sánchez Barbudo, Manuel Muñoz Casas, y los hermanos Benlliure con quienes le unirá una gran amistad de por vida, completando su formación artística en la academia Chigi.

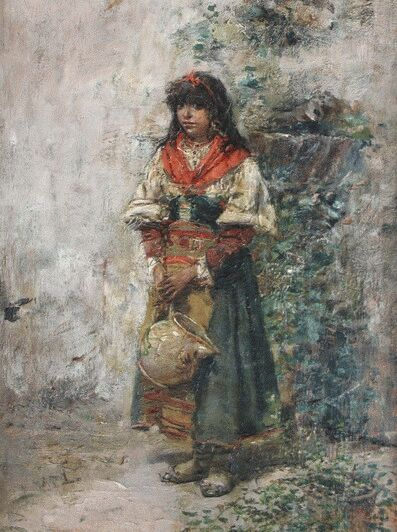
La ciociara

En Italia, durante el verano, pasa largas temporadas en Venecia, en Nápoles, en Asís con los Benlliure, y, sobre todo, en Subiaco, población de aspecto medieval cercana a Anticoli Corrado, residencia permanente esta última de su buen amigo y compañero Mariano Barbasán.
Influido por el ambiente de los círculos artísticos españoles en Roma, cultivó principalmente los temas costumbristas italianos de los siglos XVII y XVIII. Posteriormente y a raíz de un viaje realizado por Marruecos y Egipto desarrolla una etapa con escenas marroquíes y orientalistas.
En 1881 obtuvo la medalla de plata de la Exposición Regional valenciana con el lienzo Una visita al estudio. A partir de 1888 expuso regularmente en Berlín y Múnich, obteniendo diversos premios. En 1893 su acuarela La Hilandera obtiene la medalla de plata en la Exposición Internacional de Roma. En 1894 trabaja para los álbumes dedicados a la reina María Cristina y al emperador alemán. 
En 1903, a los pocos años de haber contraído matrimonio, dejó Roma y fijó su residencia en Benigánim, población cercana a Játiva donde residía su hermano Rafael, farmacéutico de profesión, y la familia de su esposa. Allí continua su obra pictórica hasta su fallecimiento, el 31 de marzo de 1927. Con anterioridad el Gobierno español le honra nombrándolo caballero de la Orden de Carlos III.

## Obra
El grueso de su obra está repartida por Alemania, Bélgica, Brasil, Inglaterra, Estados Unidos, Argentina, Francia y Suecia, quedando, poca producción acabada en España, encontrándose esta última en manos de coleccionistas particulares y familiares del pintor. No obstante se conservan excelentes fotografías de gran parte de su obra, realizadas por él mismo, ya que el propio pintor fue un gran aficionado al arte fotográfico. 
En marzo de 1994, el Ayuntamiento de Subiaco realiza una exposición retrospectiva de su obra pictórica, incluyendo fotografías realizada por el propio pintor sobre costumbres y personajes subiacences de finales del siglo XIX, escogiendo el Ayuntamiento de dicha ciudad la acuarela La hilandera para diversas promociones de índole turístico y cultural de la región, y enviando reproducciones de las obras expuestas a diversas personalidades nacionales e internacionales, entre los que sobresalen la casa real inglesa y la actriz Gina Lollobrigida, oriunda de dicha población.
Entre sus obras cabe destacar, aparte de las anteriormente citadas:

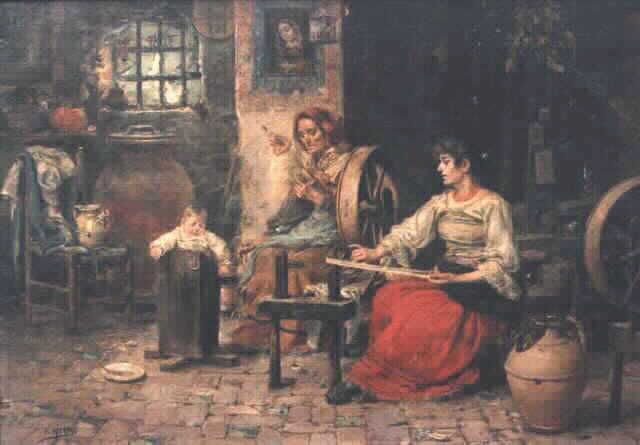
Las tres edades

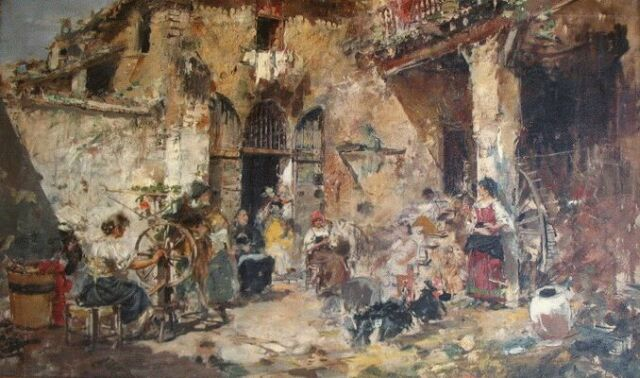
Patio romano

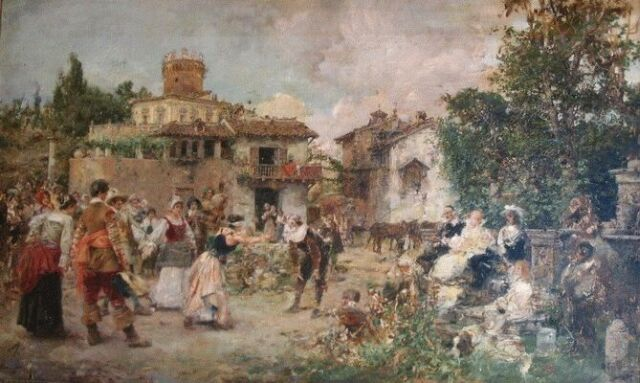
La gallina ciega

- Un bautizo en España
- Las tres edades
- El prestidigitador
- Vendedora de frutas
- En el mercado
- Plaza del mercado de Subiaco
- La Ciociara
- Riña de gallos en Argel
- La gallina ciega
- El músico de aldea
- La egipcia
- Lección de música
- Visita a la casa del niño
- La esclava''
- Viejo árabe leyendo
- El abuelo
- El prólogo,La almea
- Un labrador de la huerta
- Sí vendrá
- Campesinos
- Mercado de las flores de Valencia